# Griechische Eishockeynationalmannschaft der Frauen
Die Griechische Eishockeynationalmannschaft der Frauen ist eine Fraueneishockey-Auswahlwahlmannschaft des Greek Heritage Ice Hockey Team und wird vom griechischen Eissportverband als Eishockeynationalmannschaft der Frauen gesehen.
Ihr Debüt hatte sie an den 2025 Challenger Series in Chicago, dort gewann sie u. a. gegen die Frauennationalmannschaft von Puerto Rico mit 10:2 und gegen eine US-amerikanische Auswahl (Team North America) mit 9:2. Weitere Turnierteilnahmen werden die Montreal @challenger.series im Juli und der Latam-Cup im August 2025.
Das Kriterium, dass Spielerinnen aus der griechischen Diaspora sein müssen oder einen Bezug zu Griechenland aufweisen, deckt sich nicht mit den Bedingungen der IIHF, welche u. a. eine achtmonatige Teilnahme am Spielbetrieb des Landes voraussetzt. Daher kann die Auswahlmannschaft nicht an Wettbewerben der IIHF teilnehmen.